# Gibson megye (Tennessee)
Gibson megye az Amerikai Egyesült Államokban, azon belül Tennessee államban található. Megyeszékhelye Trenton, legnagyobb városa Humboldt. Lakosainak száma 50 429 fő (2020. április 1.). Gibson megye Weakley, Madison, Crockett, Carroll, Dyer és Obion megyékkel határos.

## Népesség
A megye népességének változása:
| Lakosok száma | 49 725 | 49 892 | 49 672 | 49 457 | 49 399 | 50 429 |
|               | 2010   | 2011   | 2012   | 2013   | 2015   | 2020   |